# أريك باركلي
أريك باركلي هو ممثل فرنسي وسويدي، ولد في 17 نوفمبر 1894 في السويد، وتوفي بنفس المكان في 14 يناير 1938.

## وصلات خارجية
- أريك باركلي على موقع IMDb (الإنجليزية)
- أريك باركلي على موقع أول موفي (الإنجليزية)
- أريك باركلي على موقع قاعدة بيانات الأفلام السويدية (السويدية)
- أريك باركلي على موقع قاعدة بيانات الفيلم (الإنجليزية)
- أريك باركلي على موقع كينوبويسك (الروسية)